# Soltam M-68
Il cannone/obice da 155/33 Soltam M-68 è un pezzo di artiglieria trainato ideato in Israele, idoneo a fornire supporto di fuoco per le grandi unità di fanteria. È utilizzato dalle forze di terra di Israele e Tailandia. L'M-68 è prodotto dalla divisione Soltam Systems.

## Storia
L'M-68 è basato sulla serie di cannoni 122 K 60 e 155 K 68 di progettazione finlandese, sviluppata per la prima volta a metà degli anni '60 dalla società Tampella Oy. Dodici cannoni finlandesi furono costruiti tra il 1970 e il 1975, con altri cannoni costruiti successivamente. Queste obici Tampella hanno costituito la base per la produzione del Soltam M-68 e successive "serie Tampella". Prima del 155 K 68 (Tampella), il prototipo 155HX fu spedito a Soltam per le prove.
Il primo prototipo fu completato nel 1968 per prove e valutazioni da parte delle Forze di Difesa Israeliane (IDF), che furono soddisfatte delle prestazioni dell'obice. Successivamente, è stato effettuato un ordine con Soltam e una linea di produzione è stata avviata nel 1970. È entrato in servizio con l'IDF in tempo per servire durante la guerra del Kippur del 1973.

## Descrizione
La canna dell'M-68  è del tipo monoblocco con culatta a vite e freno di bocca a deflettore singolo con aspiratore fumi montato posteriormente. Mentre il meccanismo di rinculo con i suoi due martinetti pneumatici a cilindro è posizionato sulla parte posteriore della canna. Il sistema di controrinculo è sopra di essa con gli equilibratori pneumatici su entrambi i lati della canna. Il rinculo varia in relazione all'elevazione, ma il rinculo massimo è di 1 m. La ruota elevatrice è sul lato sinistro del carrello così come la vista panoramica e l'ingranaggio di traslazione è sul lato destro.
L'otturatore a scorrimento orizzontale semiautomatico rimane aperto in rinculo per il caricamento del colpo successivo. La culatta incorpora un anello di ritegno del gas appositamente sviluppato che impedisce efficacemente la fuoriuscita dei gas propellenti nella parte posteriore. Il caricamento da sinistra è possibile a tutti gli angoli di elevazione.
L'M-68 spara un proiettile HE del peso di 43,7 kg, una velocità massima alla volata di 725 m/s e una portata massima di 21000 m. L'arma spara tutti i proiettili NATO standard da 155 mm, compresi quelli illuminanti e fumogeni. L'M-68 spara anche proiettili progettati da Tampella utilizzando un sistema a nove cariche (cariche da 1 a 9) con una velocità iniziale da 253 a 820 m/s e una portata massima di 23500 m.
Durante la marcia, la canna viene ruotata di 180º all'indietro e bloccata in posizione sui percorsi chiusi.
Il telaio del supporto dell'obice, la culatta e il sistema di rinculo hanno subito un ulteriore  sviluppo con il nuovo obice Soltam M-71, che ha una canna più lunga (39 calibri contro 33 calibri dell'M-68) e aria compressa costipatore azionato per facilitare il caricamento.
Oltre che in Israele, l'M-68 è stato esportato anche a Singapore e in Thailandia.

## Varianti

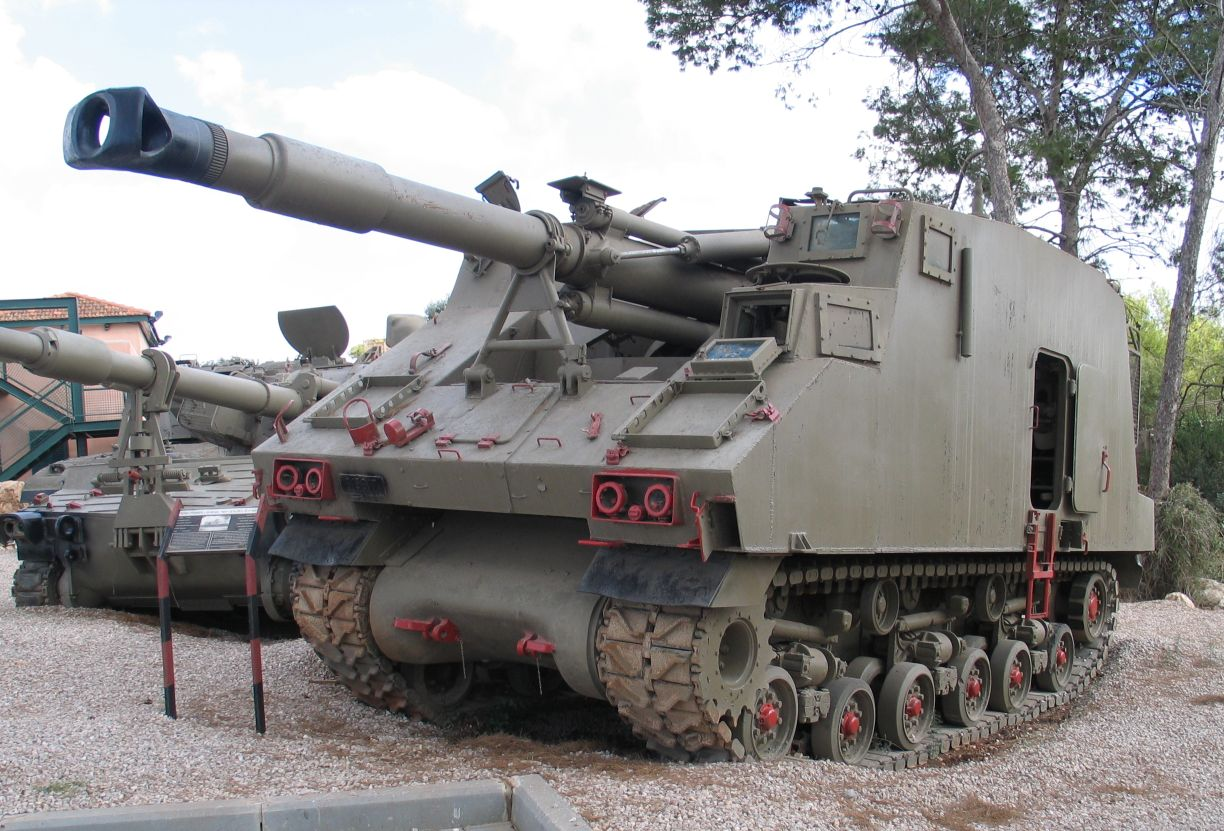
obice semovente IDF Ro'em, che monta un L/33 M-68

A metà degli anni '70, le forze di difesa israeliane progettarono un obice semovente d'artiglieria improvvisato noto come Ro'em / L-33 per creare una versione M-68 semovente. Hanno accoppiato un M-68 a una grande torretta chiusa in cima al telaio e alla trasmissione di un carro armato Sherman M4 con un motore diesel - Cummings VT-8-460Bi. Circa 200 di queste unità furono prodotte e usate nella guerra del Kippur e nell'operazione Pace della Galilea . Il mezzo è in riserva

## Utilizzatori
Israele
 Singapore
48 unità
 Thailandia
44 unità